# Safety-Car

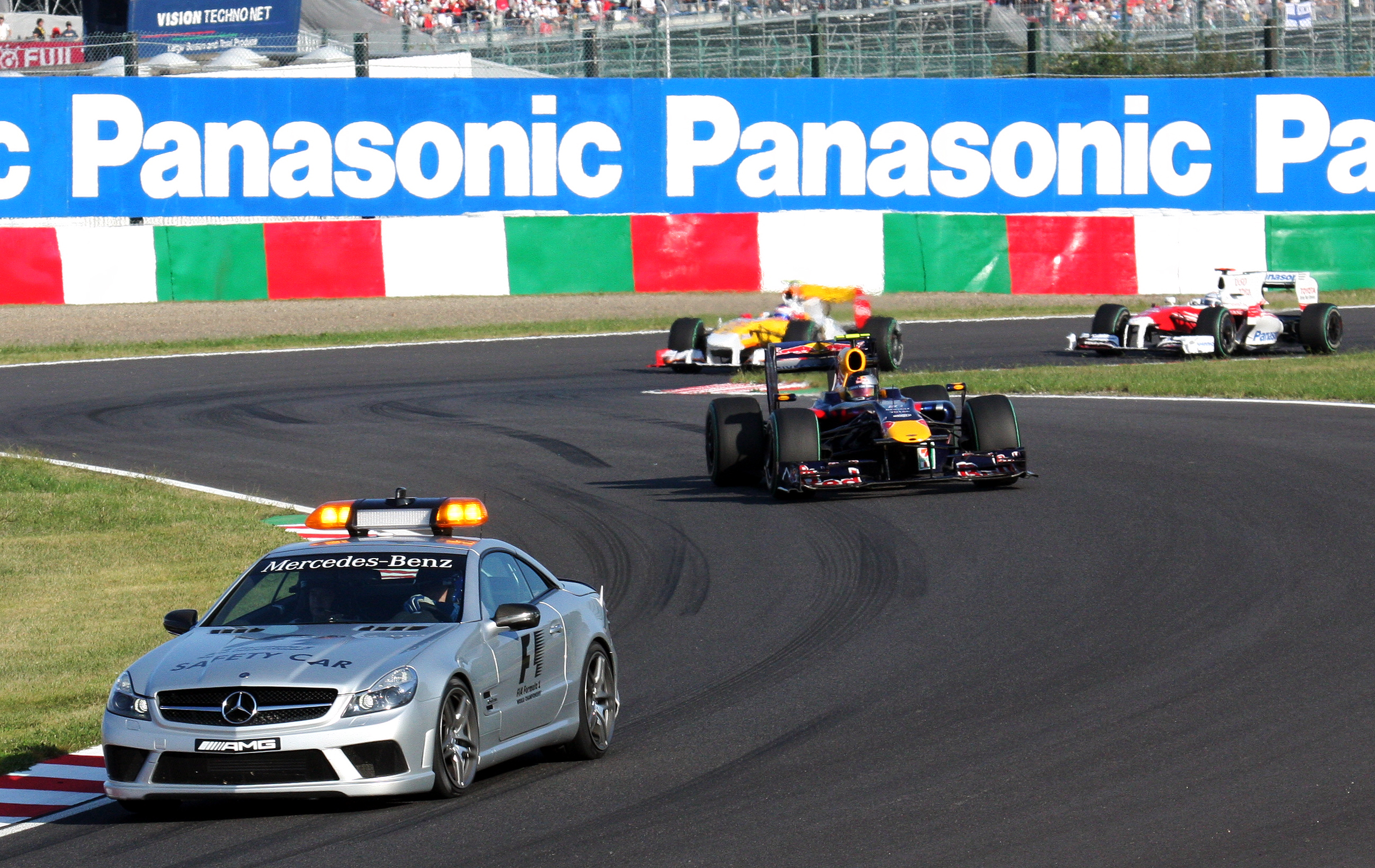
Das Safety-Car im Einsatz beim Großen Preis von Japan 2009

Das Safety-Car (deutsch: Sicherungsfahrzeug, englische Schreibweise Safety Car), in den USA auch Pacecar, wird bei Autorennen eingesetzt, um bei Gefahrensituationen, zum Beispiel nach einem Unfall oder bei extrem widrigen Wetterverhältnissen, das Rennen zu neutralisieren und so die Sicherheit der Teilnehmer zu gewährleisten. Über den Einsatz bzw. die Einsatzdauer des Safety-Cars entscheidet der Rennleiter.

## Allgemeines

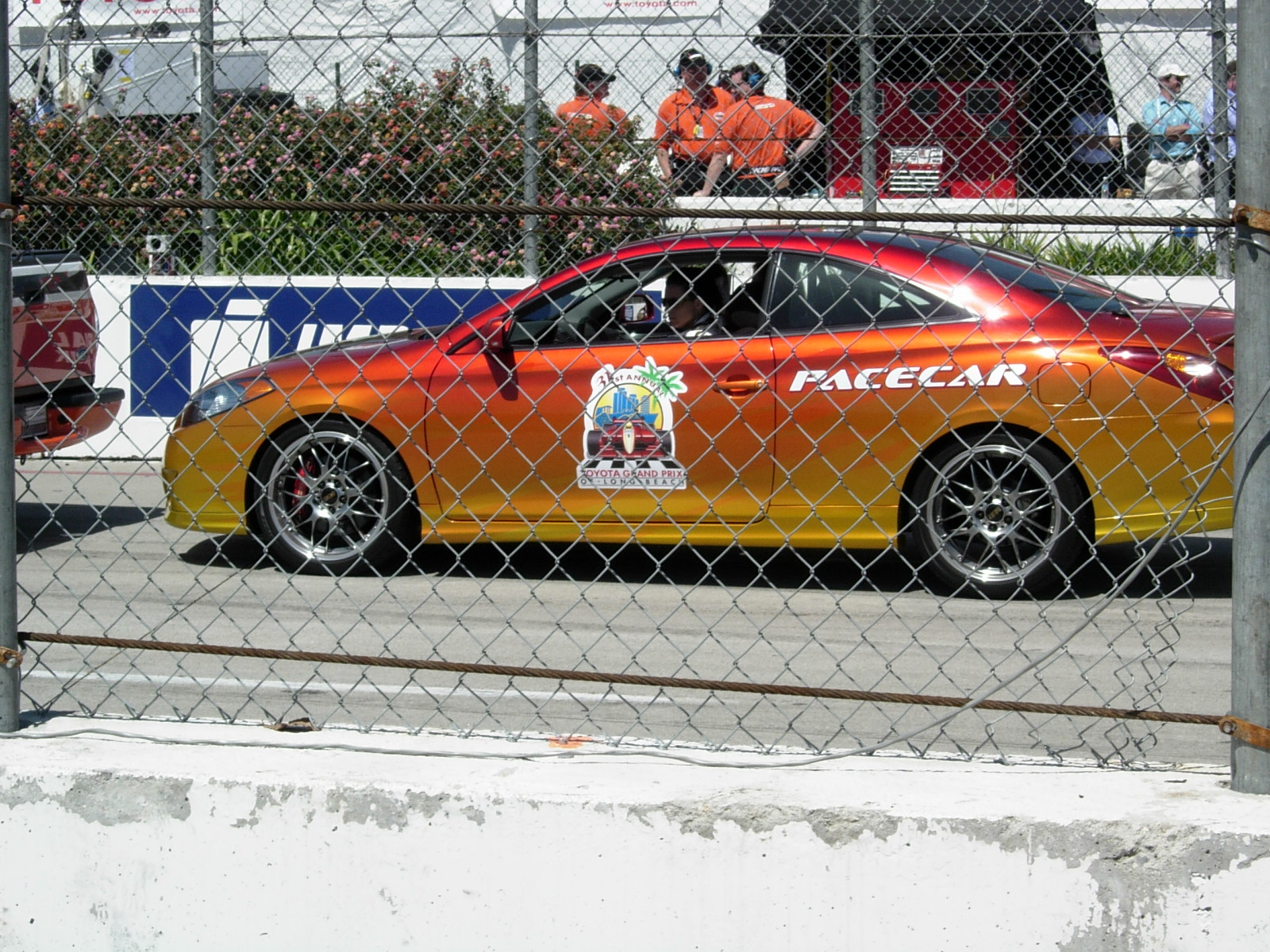
Pacecar beim Champ-Car-Grand Prix von Long Beach, 2005

Das Safety-Car setzt sich vor das führende Fahrzeug und fährt in sicherem Tempo vor dem Teilnehmerfeld her. Gelingt das Einreihen vor dem Führenden nicht, so aktiviert der Fahrer des Safety-Cars zunächst das grüne Licht und signalisiert damit, dass ihn die Rennfahrzeuge überholen sollen. Sobald sich das Safety-Car vor dem Führenden befindet, signalisieren seine orangefarbenen Blinkleuchten absolutes Überholverbot.

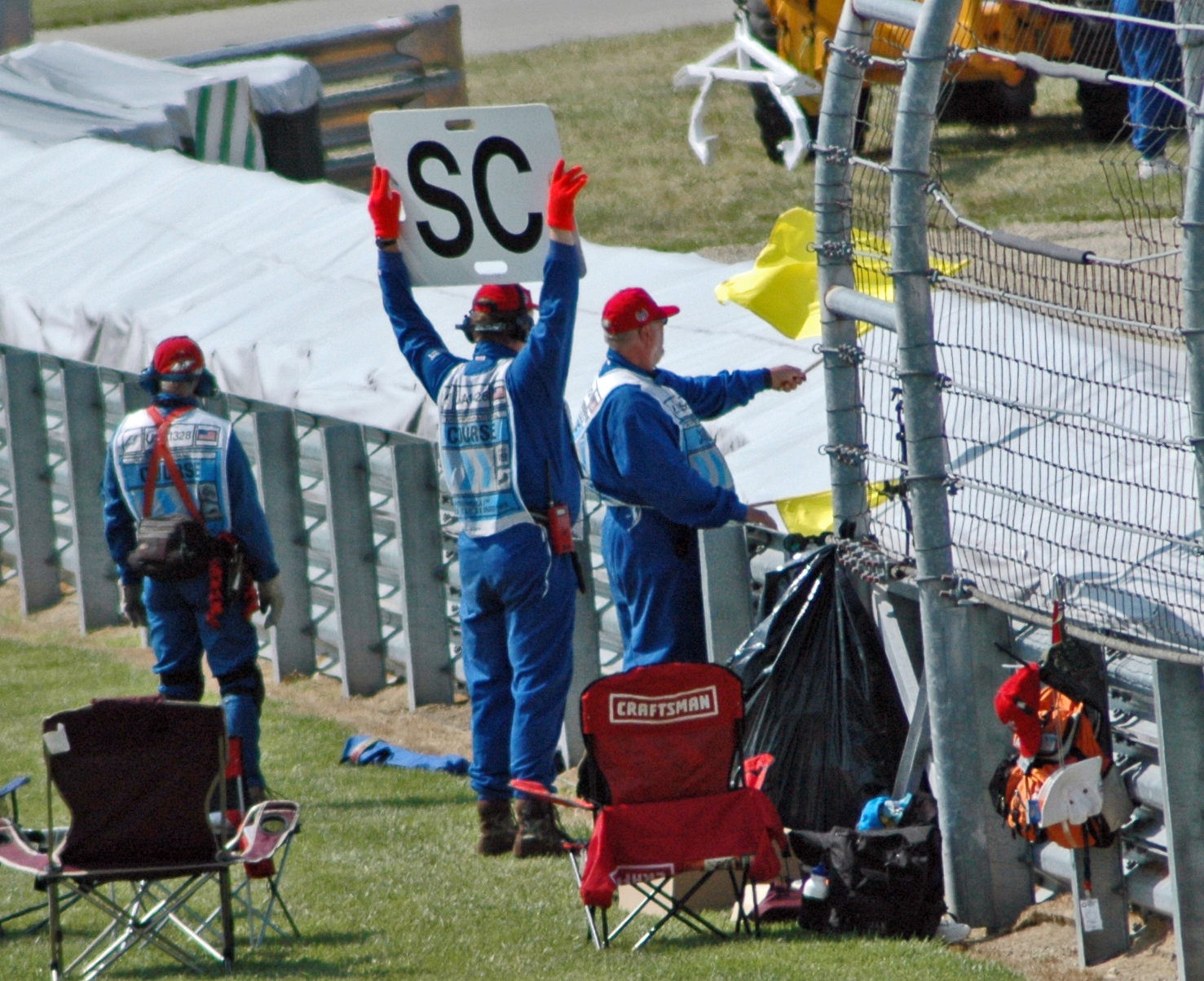
Signalisierung einer Safety-Car-Phase durch Sportwarte

Signalisierung der Safety-Car-Phase durch elektronisches Flaggenzeichen (z. B. bei Formel 1)

Die Safety-Car-Phase wird den Piloten von den Streckenposten durch die gelbe Flagge (Überholverbot) und je nach Rennserie gegebenenfalls zusätzlich in Verbindung mit einem Schild mit der Aufschrift „SC“ signalisiert. Solange das Safety-Car auf der Strecke ist, ist das Rennen neutralisiert, das heißt Überholmanöver sind verboten. Auch diese neutralisierten Runden werden regulär mitgezählt, entsprechend kann ein Rennen also auch „unter Gelb“ beendet werden, wenn die Rennrundenzahl oder eine vorgegebene maximale Renndauer erreicht ist.
Eine Safety-Car-Phase kann sich rennentscheidend auswirken, da sie das Feld wieder zusammenführt und so herausgefahrene Abstände der Führenden zunichtemacht. Auch nutzen die Fahrer eine Safety-Car-Phase gerne für einen Boxenstopp, da die Zeitverluste in diesem Fall deutlich geringer sind, als wenn das Feld im Renntempo unterwegs ist.
Die Safety-Car-Phase wird durch einen Neustart beendet, indem das Safety-Car in die Boxengasse einbiegt und so das Tempo wieder freigibt; dies wird den Fahrern dadurch signalisiert, dass in der Runde zuvor die Warnleuchten am Safety-Car ausgeschaltet werden. Außerdem gehen entsprechende Mitteilungen an die Teams, die ihre Fahrer dann per Funk informieren können. Das Feld ist ab diesem Zeitpunkt wieder für die gefahrene Geschwindigkeit selbst verantwortlich, Überholvorgänge sind allerdings erst ab dem Überfahren der Safety-Car-Linie (teils vor der Start-/Ziellinie, teils identisch mit ihr) erlaubt. Folglich gibt der Führende das Tempo bis zur Linie vor, was auch zu Crashs führen kann, da sich das Feld aufstaut.
Bei Ovalrennen hat das Safety-Car direkten Einfluss auf die Rennstrategie, da es durch die hohen Geschwindigkeiten und kurzen Rundenzeiten sehr oft zum Einsatz kommt. Hier muss auch bei kleineren Zwischenfällen das Rennen sofort neutralisiert werden.
Safety-Cars sind mit gelben oder roten Rundumkennleuchten ausgestattet. Zusätzlich werden oftmals Xenon-Blitzer in den Hauptscheinwerfern und Zusatzleuchten verbaut, um eine zusätzliche Warnwirkung in Fahrtrichtung zu gewährleisten. Das aktuelle Safety-Car der Formel 1 hat Frontblitzer in LED-Technik.

## Neutralisation ohne Safety-Car

Lichtsignal mit Hinweis „Virtual-Safety-Car“

Um das Teilnehmerfeld bei einer Gefahrensituation zu verlangsamen, gibt es für die Rennleitung in immer mehr Rennserien das „Virtuelle Safety-Car“ als weitere Möglichkeit einer Neutralisation. Dieses Verfahren sieht kein Fahrzeug vor, das das Feld einbremst, sondern es wird jedem Teilnehmer auferlegt, die Geschwindigkeit auf einen definierten Wert zu reduzieren. Dabei gibt es in den Rennserien unterschiedliche Umsetzungen, wie diese Neutralisation des Teilnehmerfeldes festgelegt wird. Grundsätzlich wird jedem Fahrzeug eine bestimmte Geschwindigkeit im Gefahrenbereich vorgeschrieben. Das kann eine von der Rennleitung vorgeschriebene minimale Sektorfahrzeit sein oder eine für diesen Sektor festgelegte Höchstgeschwindigkeit (meist 60 km/h oder 80 km/h). Außerdem gibt es die Möglichkeit, die Neutralisation nur für bestimmte Streckenbereiche auszurufen oder für die gesamte Rennstrecke. Der Vorteil des Systems besteht darin, dass der herausgefahrene Abstand zwischen den Teilnehmern auf der Rennstrecke annähernd erhalten bleibt und somit als sportlicher angesehen wird. Nachteilig für die Sportwarte („Streckenposten“) ist, dass ständig einzelne Fahrzeuge die Gefahrenstelle passieren. Dies ist beim Einsatz des Safety-Cars nicht der Fall, da alle Fahrzeuge hintereinander die Gefahrenstelle passieren und anschließend eine längere Zeit vergeht, in der kein vorbeifahrendes Fahrzeug die Sportwarte gefährdet.
Die Neutralisation wird in den Rennserien wie folgt bezeichnet und umgesetzt:
- Formel 1: Virtual Safety Car (VSC) – Rennleitung definiert minimale Sektorfahrzeiten, Neutralisation über die gesamte Rennstrecke[1]
- WEC: Full Course Yellow (FCY) – Festgelegte Höchstgeschwindigkeit von 80 km/h, Neutralisation über die gesamte Rennstrecke[2]
- Formel E: Full Course Yellow (FCY) – Festgelegte Höchstgeschwindigkeit von 50 km/h, Neutralisation über die gesamte Rennstrecke.[3]
- DTM: Full Course Yellow (FCY) – Festgelegte Höchstgeschwindigkeit von 60 km/h, Neutralisation über die gesamte Rennstrecke.[4]
- 24-Stunden-Rennen auf dem Nürburgring / VLN: Double Yellow / Code 60 – Festgelegte Höchstgeschwindigkeit von 120 km/h (doppelte gelbe Flagge) bzw. 60 km/h (Code 60), Neutralisation in individuell von den Marshals mit Warnschildern abgesteckten Streckenbereichen[5]

Das Ausrufen und Freigeben der Neutralisation stellt ein Gefahrenmoment dieser Methode dar. Je nachdem wo sich zu diesem Zeitpunkt ein Fahrzeug auf der Rennstrecke befindet, muss es zum Teil stark verzögern oder beschleunigen. In Verbindung mit anderen Teilnehmern, die über ein leistungsschwächeres Fahrzeug verfügen, kann es hier zu gefährlichen Situationen kommen. Außerdem kann der Teilnehmer einen zeitlichen Vor- oder Nachteil im Vergleich zu seinem Konkurrenten bekommen. In der DTM wird dies verhindert, indem der neutralisierte Streckenbereich in einer langsamen Kurve beginnt, für die sowieso hätte gebremst werden müssen. Ein Verzögern mitten auf einer Gerade entfällt dadurch. Auf der Nürburgring-Nordschleife können Gefahrensituationen entstehen, wenn ein neutralisierter Streckenabschnitt wieder freigegeben wird: Hier kommt es vor, dass ein Fahrzeug noch das Signal zur Neutralisation bekommt, während es ein kurz darauf folgendes Fahrzeug nicht mehr erhält. Dadurch kann es zu großen Geschwindigkeitsunterschieden zwischen den Fahrzeugen kommen, die vom Fahrer falsch eingeschätzt werden.

## Formel 1

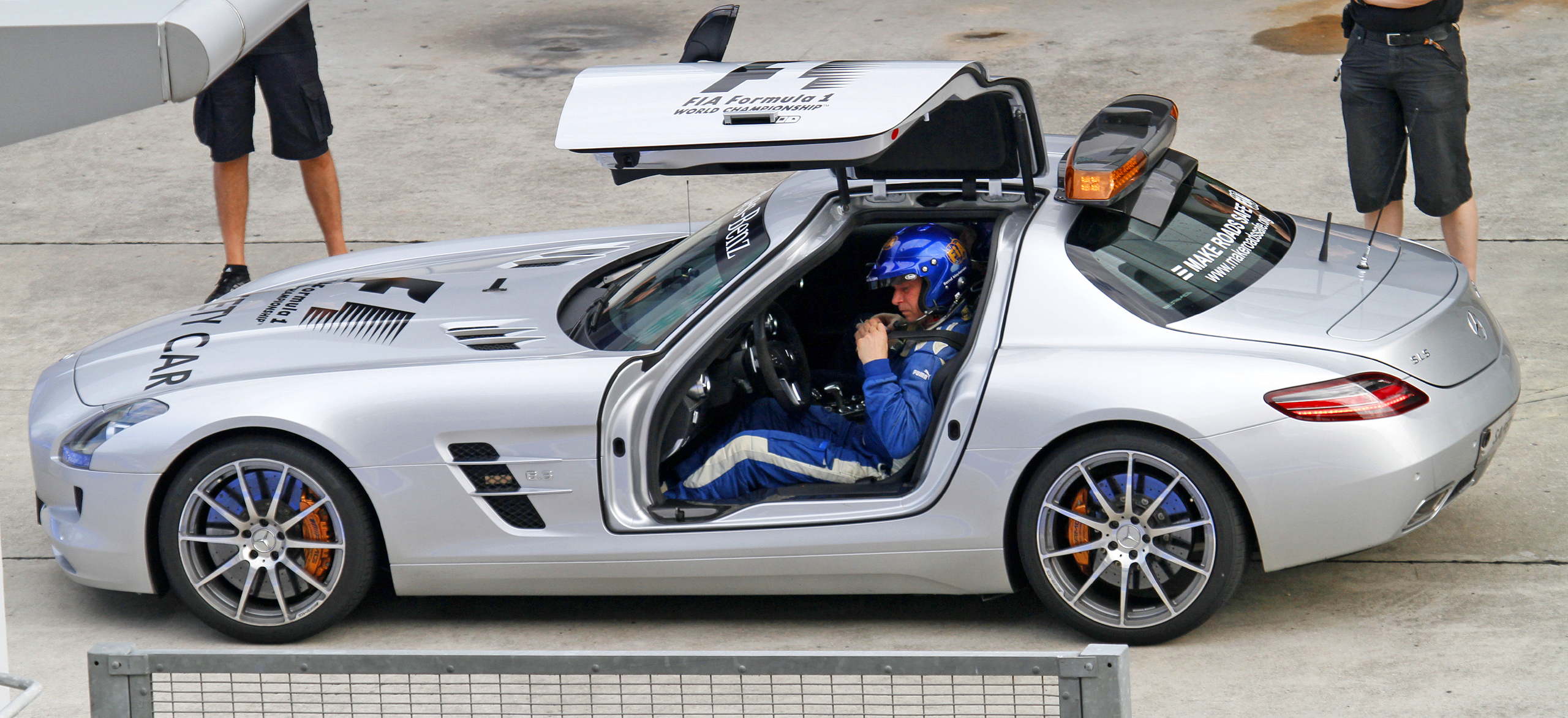
Der Stammpilot der Formel 1 Bernd Mayländer beim Großen Preis von Malaysia 2010 im Mercedes SLS AMG.

### Geschichte
Das Safety-Car der Formel 1 wurde erstmals beim Kanada GP 1973 eingesetzt, Fahrer war der einheimische Eppie Wietzes.
In der Saison 1993 wurde das Safety-Car offiziell eingeführt. Von 1996 bis 2020 wurde es, ebenso wie das Medical Car, exklusiv von Mercedes-Benz gestellt. Meist ist es das jeweils neueste Modell des Werkstuners Mercedes-AMG, das jedoch speziell modifiziert wird. Seit 2021 stellt auch Aston Martin ein Safety-Car in der Formel 1. Die Fahrzeuge der beiden Hersteller werden von Grand Prix zu Grand Prix abwechselnd eingesetzt.
Die Safety-Car-Varianten der Fahrzeuge verfügen im Gegensatz zur Straßenversion in der Regel über größere Bremsanlagen, speziell abgestimmte Fahrwerke, Motortuning, angepasste Innenräume, Signallichtanlagen auf dem Dach oder den Heckspoilern, sowie Blitzlichter in den Scheinwerfern und Schlussleuchten und zusätzliche Funkanlagen für den Funkkontakt zur Rennleitung.
Seit 2000 ist Bernd Mayländer Stammpilot des Safety-Cars.

### Übersicht der Formel-1-Safety-Cars
- 1992: Ford Escort RS Cosworth[7]
- 1993: Fiat Tempra
- 1994: Opel Vectra 4×4
- 1994: Honda Prelude
- 1995: Porsche 911 GT2
- 1996: Renault Clio Williams
- 1996/97: Mercedes-Benz C 36 AMG
- 1997/98: Mercedes-Benz CLK 55 AMG
- 1999/2000: Mercedes-Benz CL 55 AMG
- 2001/02: Mercedes-Benz SL 55 AMG
- 2003: Mercedes-Benz CLK 55 AMG
- 2004/05: Mercedes-Benz SLK 55 AMG
- 2006/07: Mercedes-Benz CLK 63 AMG
- 2008/09: Mercedes-Benz SL 63 AMG
- 2010 bis 2014: Mercedes-Benz SLS AMG
- 2015 bis 2017: Mercedes-Benz AMG GT S[8]
- 2018 bis 2021: Mercedes-Benz AMG GT R
- 2021: Mercedes-Benz AMG GT R und Aston Martin Vantage
- seit 2022: Mercedes-Benz AMG GT Black Series und Aston Martin Vantage

Das Safety-Car für die Saison 2006 war eine Spezialentwicklung, aus der später das Serienmodell Mercedes-Benz CLK 63 AMG Black-Series hervorging.

### Reglement
Zwischen 2004 und Beginn der Saison 2007 wurden die Regeln für die Safety-Car-Phasen mehrmals geändert. So dürfen sich überrundete Fahrer, nach Signalisierung durch das Safety-Car, wieder zurückrunden, indem sie die führenden Fahrzeuge und das Safety-Car überholen und bis an das Ende der hinter dem Safety-Car fahrenden Fahrzeugkolonne aufschließen. Während dieser Zeit ist die Boxengasse für jeden Fahrer individuell nach einer für ihn errechneten Zeit geöffnet. Das verzögerte Öffnen der Boxengasse soll nicht nur ermöglichen, so schnell wie möglich diese Reihenfolge herzustellen, sondern soll im Interesse der Sicherheit für alle Fahrer einen Anreiz schaffen, so langsam und kraftstoffsparend wie möglich zu fahren: Nach der alten Regel konnte es für weit hinter dem Safety-Car fahrende Fahrer von Vorteil sein, in Renngeschwindigkeit zum (evtl. vorgezogenen) Boxenstopp zu fahren, um ihn mit möglichst geringem Positionsverlust durchzuführen.
Folgende Formel-1-Rennen wurden hinter dem Safety-Car beendet:
- Großer Preis von Kanada 1999
- Großer Preis von Australien 2009
- Großer Preis von Italien 2009
- Großer Preis von Monaco 2010
- Großer Preis von Brasilien 2012
- Großer Preis von Kanada 2014
- Großer Preis von Japan 2014
- Großer Preis von China 2015
- Großer Preis von Bahrain 2019
- Großer Preis von Bahrain 2020
- Großer Preis von Belgien 2021
- Großer Preis von Italien 2022
- Großer Preis von Australien 2023
- Großer Preis von Kanada 2025

### Virtual Safety Car
Das Virtuelle Safety-Car (VSC) wurde in den letzten drei Rennwochenenden in den jeweiligen Freien Trainings getestet. Das System wurde unter Berücksichtigung der Rückmeldungen der Fahrer weiterentwickelt und nach der Ratifizierung durch den Weltmotorsportrat (WMSC) offiziell für die Saison 2015 eingeführt. Zum ersten Mal kam es beim Großen Preis von Monaco 2015 zum Einsatz.

## Safety-Car im Rallyesport

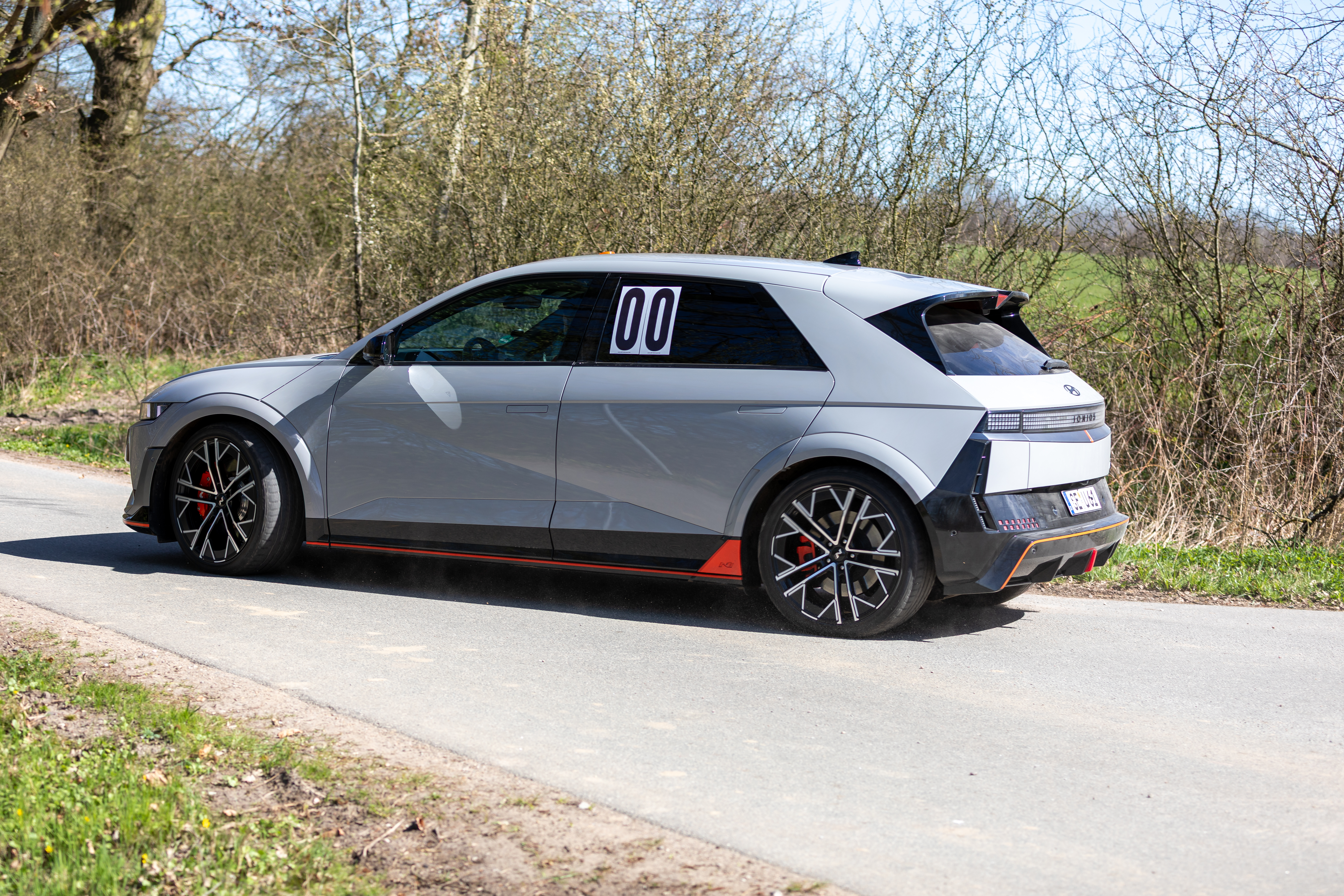
00-Wagen bei der Stormarn Rallye

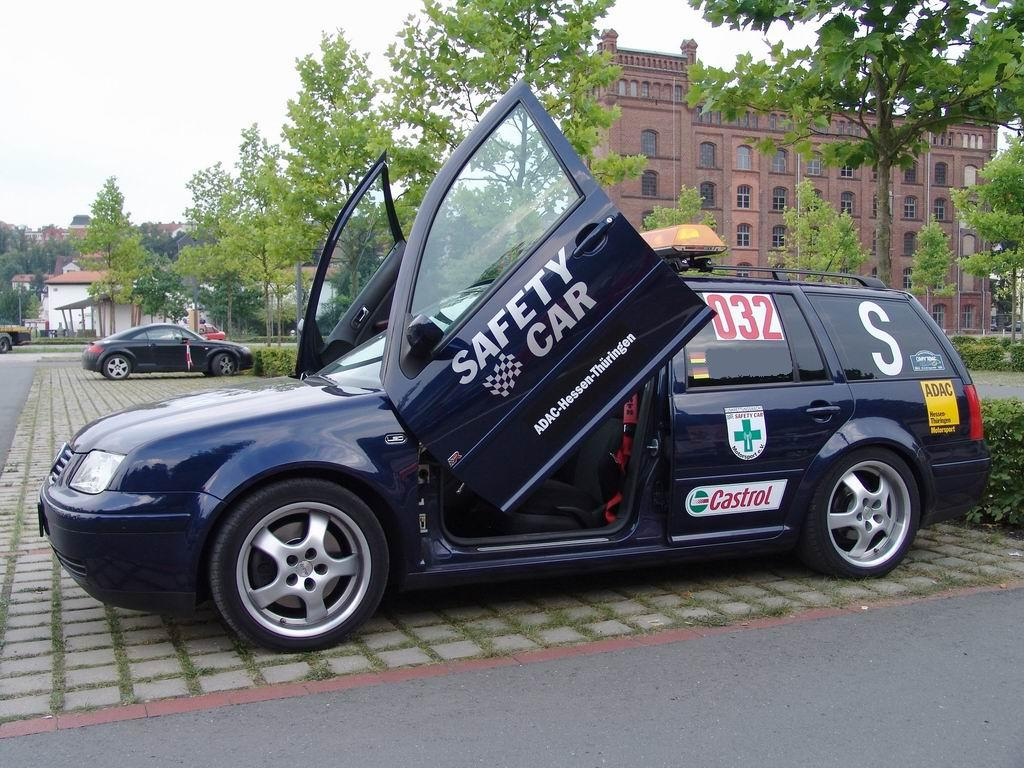
Rallye-Safety-Car (S-Wagen)

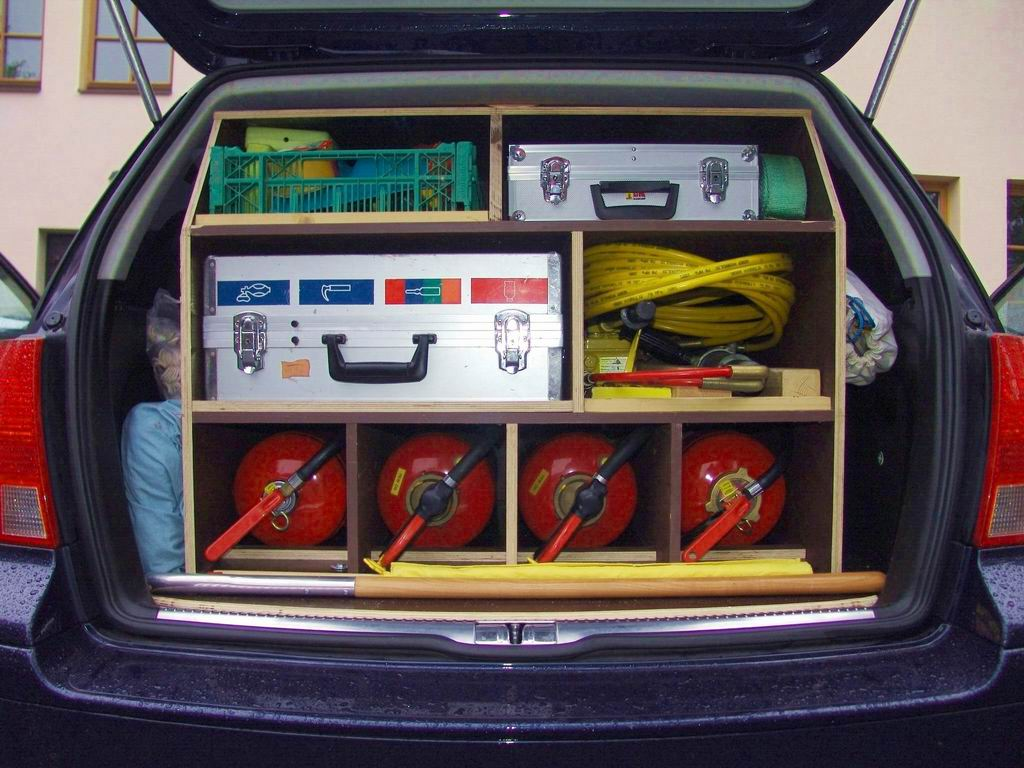
Ausstattung eines Rallye-Safety-Cars

Anders als auf einer Rund-Rennstrecke wird bei einer Rallye von A nach B gefahren (Wertungsprüfungen). Die Teilnehmer werden meist im Minutentakt gestartet. 
Deshalb gibt es dort verschiedene Arten von offiziellen Fahrzeugen, die als „Safety Car“ bezeichnet werden.
Vor den Wettbewerbsfahrzeugen fahren bis zu drei Null-Wagen die Strecke ab. Dabei fährt der folgende Wagen jeweils schneller als das vorhergehende Fahrzeug. Während das Fahrzeug 000 üblicherweise ein normales Pkw ist, der die Strecke in normalen Verkehrstempo fährt, fährt das Fahrzeug 0 in oder nahe der Wettbewerbsgeschwindigkeit.
Bei einer Unregelmäßigkeit auf der Strecke, bei der es Verletzte gibt oder die Strecke blockiert ist, wird kein weiteres Rallye-Fahrzeug gestartet. Auf Anweisung des Wertungsprüfungs-Leiters wird vor Ort der „S-Wagen“ auf die jetzt freie Strecke geschickt.
Ziele sind es, den Einsatzort schnellstmöglich zu erreichen, Brände zu löschen, Verletzte zu retten, Teilnehmer-Fahrzeuge von der Strecke zu entfernen und wieder zum Start fahren (nie entgegen der Fahrtrichtung). Erst dann kann wieder gestartet werden.
Die S-Wagen sind für alle Eventualitäten gerüstet, so ist von Feuerlöschern über Rettungsausrüstung bis hin zu Berge- und Abschleppmaterial wie z. B. hydraulische Rettungsschere alles vorhanden. Die Besatzung eines S-Wagens sind ausgebildete Personen aus dem Bereich des Rettungsdienstes und der Feuerwehr. Je nach Organisation fährt ein Rennarzt im Falle eines Einsatzes direkt mit oder in einem Rettungswagen hinterher.
Das Aufgabenspektrum reicht von medizinischer Hilfe über Brandbekämpfung bis hin zu Bergungsmaßnahmen.
Das S-Wagen ist ein „Intervention Car“, das kein Ersatz für Rettungswagen und Feuerwehr darstellen soll, sondern vielmehr eine sinnvolle Ergänzung der Rettungskette. Bei größeren Ereignissen auf der Rallyestrecke werden der Rettungswagen oder die Feuerwehr, die ebenfalls am Start einer Wertungsprüfung stehen, nachgefordert. Der S-Wagen wird ebenfalls im Bergrennsport eingesetzt. Hierbei hat es ähnliche Aufgaben wie bei Rallyeveranstaltungen. Als zusätzliche Aufgabe kommt hinzu, nach einer Laufunterbrechung die auf der Strecke stehenden Fahrzeuge bergab zurückzuführen. Dadurch werden die Unterbrechungen relativ kurz gehalten.
Siehe auch: S-Wagen des DMSB bei Rundstrecken

## 24-Stunden-Rennen auf dem Nürburgring
Ein ähnliches System wie im Rallyesport kommt auch beim 24-Stunden-Rennen auf dem Nürburgring zum Einsatz. Aufgrund der außergewöhnlichen Rundenlänge und der großen Anzahl Teilnehmer wurden dort sogenannte Intervention Cars eingesetzt. Seit Januar 2016 besteht dort allerdings eine sogenannte „Code 60“-Regelung. Hierbei werden im Bereich der Unfallstelle eine lila Flagge, bzw. Nachts ein entsprechendes reflektierendes lila Schild, mit einer weißen 60 in einem weißen Kreis still gehalten. Ähnlich wie bei der doppelt geschwenkten gelben Flagge ("Höchstgeschwindigkeit 120 km/h"), erlegt der Code 60 den Fahrern eine Geschwindigkeitsbegrenzung von 60 km/h auf, was, aufgrund der extrem niedrigen Geschwindigkeiten, den Einsatz von Intervention Cars nicht mehr in der klassischen Form nötig macht. Trotzdem werden sie immer noch zusätzlich zur DMSB-Staffel eingesetzt, insbesondere um nachts den Verkehr rund um eine Unfallstelle zu leiten und das nötige Bergeequipment an der Unfallstelle zu haben.

## Besondere Ereignisse aus anderen Rennserien
Beim Rennen auf dem Lausitzring am 20. Mai 2007, dem dritten Lauf zur DTM, verpasste das Safety-Car das Führungsauto und führte mehrere Runden lang das Teilnehmerfeld in einer „falschen“ Reihenfolge um den Kurs. Durch Boxenstopps wurde das Feld so durcheinandergewürfelt, dass nach dem Neustart das Safety-Car noch einmal auf die Strecke musste, um die richtige Reihenfolge – letzten Endes erfolglos – wiederherzustellen.
Beim zweiten Lauf der Tourenwagen-Weltmeisterschaft 2009 in Pau verursachte das Safety-Car einen Unfall mit dem Führenden Franz Engstler, wodurch dieser aus dem Rennen geworfen wurde. Unmittelbar bevor Engstler an der Boxenausfahrt vorbeikam, verließ das von Philippe Cholet und Jean-Pierre Colas gesteuerte Safety-Car unerwartet und ohne Anweisung die Boxengasse. Zudem missachtete es die Boxenausfahrtslinie, welche zur Sicherheit nicht überquert werden darf, und zog direkt auf die Ideallinie. Engstler hatte keine Möglichkeit mehr, den Unfall zu verhindern, da sich die Boxenausfahrt hinter einer unübersichtlichen Vollgas-Kurve befindet, und kollidierte mit dem Safety-Car.